# Classe Valiant
La classe Valiant est la première classe de sous-marins nucléaires de la Royal Navy propulsée par réacteur nucléaire britannique. Les deux unités de cette classe, construites à Barrow-in-Furness, servirent de 1966 jusqu'en 1994.

## Conception
C'est une évolution du HMS Dreadnought rendu plus silencieux grâce au générateur électrique diesel Paxman.

## Service
Les deux unités ont servi durant la Guerre froide. Ils ont bénéficié d'un certain nombre de réaménagements dont les missiles anti-navires. Elles ont aussi participé à la guerre des Malouines en 1982.
Le HMS Warspite a été retiré du service en 1991 et le HMS Valiant en 1994. Ils ont servi de modèle pour la future construction de la classe Churchill et de la classe Resolution.

## Les sous-marins de classe Resolution
| N° de coque | Nom          | Lancement         | Service effectif | Chantier naval            | Fin de carrière | Photo |
| ----------- | ------------ | ----------------- | ---------------- | ------------------------- | --------------- | ----- |
| S102        | HMS Valiant  | 3 décembre 1963   | juillet 1966     | Vickers Barrow-in-Furness | 12 août 1994    |       |
| S103        | HMS Warspite | 25 septembre 1965 | avril 1967       | Vickers Barrow-in-Furness | 1991            |       |